# 水口镇 (重庆市)
水口镇，是中华人民共和国重庆市铜梁区下辖的一个乡镇级行政单位。

## 行政区划
水口镇下辖以下地区：
清泉社区、树荫村、汪祠村、天寨村和大滩村。